# カロチャ
カロチャ （ハンガリー語: Kalocsa、ドイツ語: Kollotschau、クロアチア語: Kalača または Kaloča、セルビア語: Kaloča または Калоча）は、ハンガリー、バーチ・キシュクン県の自治体。ハンガリー有数の古い町で、国内に4箇所あるカトリックの大司教座の一つ、カロチャ大司教座がある。

## 地理
首都ブダペストから南約120km、ドナウ川東岸に位置する。

## 歴史

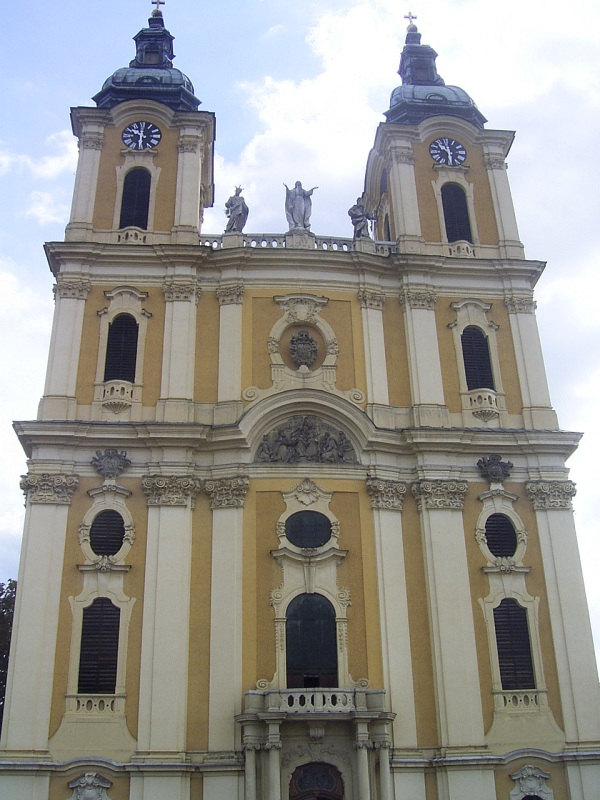
カロチャ大聖堂(en)/hu)

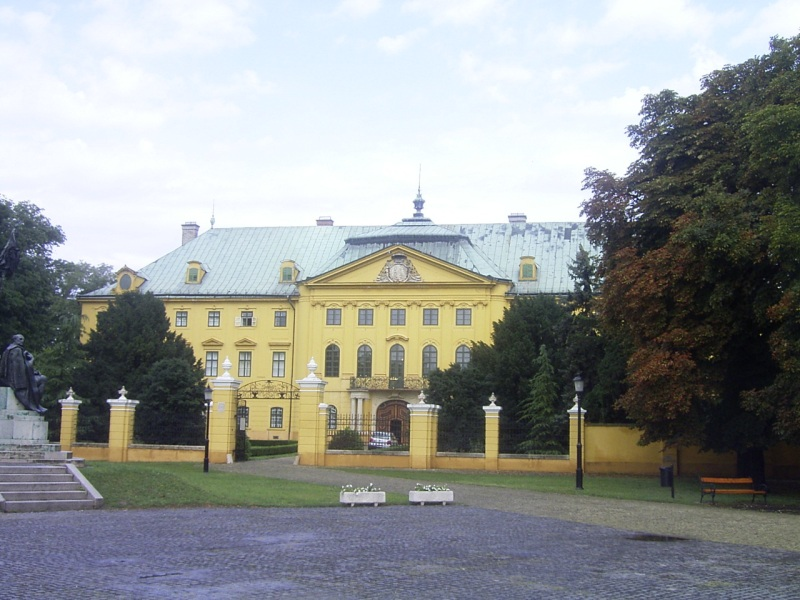
大聖堂広場と大司教宮殿(hu)

キリスト教を受容したイシュトヴァーン1世が設置した司教座の一つが、カロチャにおかれた。初代司教はパンノニアのアストリクスであった。1135年に大司教座に引き上げられた。100年あまり後、司教ベネディクトゥスによって石造の最初の司教城が築かれた（初期は木造であった）。
1529年、オスマン帝国軍の来襲で町は完全に破壊された。トルコ支配下で大司教城は1602年まで継続して要塞として使われた。しかし町の改修が行われたときに没収され、1664年にカロチャを訪れたエヴリヤ・チェレビによれば、モスクと3軒の雑貨店、旅籠になっていたという。1686年にオスマン軍が撤退した時には、司教城は焼き払われた。1688年にカロチャ大司教となったレオポルト・カール・フォン・コロニッチュ (de) はゴシック建築での礼拝堂の再建と修繕を命じ、彼の後継者たちも工事を続けさせ新しい大司教宮殿が1775年に完成した。
1784年、大司教アダム・パタヒハ (de) はいくつかの修道院が所蔵する中世の文書から17,000冊を司教の私設図書館に包括した。彼の後任者たちも収集し続け、14万冊にまで拡大した。
1875年、市街の大部分が火事で焼け落ちた。
第二次世界大戦で損傷した大司教宮殿はまだ完全に修復作業が終わっていない。しかし以前と同じように重要な大司教座の所在地である。1993年、大司教座は正式にカロチャ＝ケチケメート大司教座の名称となった。

## 経済
ドナウ川クルーズ目当ての短期滞在者が増え、観光業が伸びている。だが伝統的には農業中心の地方で、国内有数のパプリカ生産地である。その他ワイン、果物、アサ、トウモロコシがあげられる。
カロチャ周辺で盛んなカロチャ刺繡(hu)が有名である。

## 姉妹都市
- クリストゥル・セクイエスク（英語版）、ルーマニア
- キルヒハイム・ウンター・テック、ドイツ
- カルプ（英語版）、デンマーク
- トターナ（英語版）、スペイン